# Salsola laricifolia
Salsola laricifolia är en amarantväxtart som beskrevs av Porphir Kiril Nicolai Stepanowitsch Turczaninow och Dmitrij Litvinov. Salsola laricifolia ingår i släktet sodaörter, och familjen amarantväxter. Inga underarter finns listade i Catalogue of Life.